# Eridacnis radcliffei
Cá nghéo (Danh pháp khoa học: Eridacnis radcliffei) là một loài cá biển trong Proscylliidae thuộc bộ cá mập mắt trắng Carcharhiniformes phân bố ở vùng Ấn Độ Dương-Thái Bình Dương. Đây là một loài cá đặc biệt, chúng không đẻ trứng vào mùa sinh sản mà lại đẻ con. Cá nghéo là nguyên liệu cho những món ăn đặc sản ở vùng Đồng Hới, Quảng Bình (cá nghéo bao tử) và vùng Cửa Tùng, Vĩnh Linh, Quảng Trị (với món gỏi cá nghéo). Chúng còn được gọi bằng những cái tên địa phương như cá ngáo, cá ngão, cá nghén, cá em, cá nhám bao tử.

## Tên gọi
Cá nghéo là tên gọi theo fishbase. Ở Việt Nam, cá nghéo là tên gọi dân gian của ngư dân một số vùng thuộc biển miền Trung để gọi loài cá nhám voi. Đây là một loại cá không có tên trên thị trường cũng như trong từ điển của ngành thủy sản. Nó chỉ có trong ngôn ngữ dân gian của ngư dân một số vùng thuộc biển miền Trung Việt Nam (vùng biển Quảng Bình, Đồng Hới, Quảng Trị, Đà Nẵng, Quy Nhơn, Phú Yên, Khánh Hòa). Cá nghéo cũng là một món ăn đặc sản nhất là ở vùng Quảng Bình. Do cá nghéo không đẻ trứng nên vào mùa sinh đẻ, cá nghéo bao tử trở thành món ăn được tìm kiếm nhiều tại các cửa hàng ở Quảng Bình. Cá nghéo còn là đặc sản của vùng biển Cửa Tùng, Quảng Trị

## Đặc điểm
Cá nghéo là một loại cá xương sụn, có họ hàng với cá mập. Giống cá nghéo không đẻ trứng mà đẻ con. Thịt cá nghéo nạc, ít mỡ, da nhám. Cũng bởi chính vì thuộc loài da nhám nên thịt cá nghéo khá tanh. Cá nghẽo toàn thịt, gan béo, thịt ngon da nhám nên còn gọi là cá nhám, có tanh, nhưng cạo da bằng nước sôi như cạo lợn thì cá nghéo không còn hôi tanh nữa, thịt lúc ấy trắng như bông. Cá nghéo ngon nhất là con nặng cỡ 1-2 ký. Mỗi cá mẹ có từ 3-4 đến 9-10 cá con trong bụng. Theo người dân địa phương ở Cửa Tùng Quảng Trị, thịt cá đang "nghén" (có thai) rất bổ dưỡng.

## Trong ẩm thực
Cách chế biến cá nghéo cũng khá đa dạng. Với món khai vị, có thể làm gỏi cá nghéo. Với món chính, cá nghéo có thể đem kho với nghệ, gừng hoặc mật ong, có tác dụng rất tốt cho sức khỏe. Nhắc đến món cá nghéo ngon nhất, phải kể đến món cá nghéo bao tử. Cá nghéo là cá mập, cá nhám bao tử. Vì là cá bao tử lại hiếm khi bắt được, nên cá nghéo (cá em) không bán ra thị trường mà chỉ dành để ngư phủ nấu cháo ăn bồi dưỡng, nấu lẩu thết đãi người thân và bạn bè nhâm nhi.
Những ngư dân quen với nghề có thể nhìn bụng cá mẹ mà đoán số lượng cá em có trong đó, chính xác đến 90 %. Mổ lấy cá em ra, muốn ăn, người ta nhúng sơ cá vào nước nóng già rồi nhẹ nhàng cạo cho hết lớp nhám bên ngoài, gọi là làm lông. Không để lâu trong nước sôi và cạo mạnh sẽ bong mất lớp da. Trước khi chế biến phải cạo da bằng nước nóng thì thịt mới hết mùi. Tuy nhiên, không được ngâm quá lâu trong nước sôi và cạo mạnh sẽ bong mất lớp da.
Lọc thịt hai bên mình cá để làm lẩu, còn đầu, xương, lòng cá cho vào nồi cháo. Thịt cá thái mỏng như thịt bò, ướp gia vị và mắm muối cho đậm đà khoảng nửa giờ. Nước lẩu có thể dùng nước ăn bình thường. Nếu có điều kiện dùng nước dừa nạo hoặc vài chai xá xị thì tuyệt ngon. Nấu nước sôi, cho cà chua và trái thơm làm nước chan bún. Khi ăn, người ta nhúng cá vào nước lẩu, chỉ cần nhúng tái rồi cuốn với bánh tráng, rau sống, chấm nước mắm ớt tỏi nhâm nhi cùng rượu Bàu Đá. Thịt cá nghéo thơm, săn chắc như thịt bò chứ không mềm nhẽo như các loại cá khác. Hết cá rồi thì mời các vị xơi bún chan nước lẩu cho thêm chắc dạ.
Cá nghéo lúc mang thai nên được khéo léo mổ phần bụng, lấy ra bọc cá con trong bụng mẹ, rửa nhẹ nhàng với muối. Khi rửa, người làm phải thật chú ý để tránh làm vỡ bọc cá con. Cá nghéo bao tử có thể được làm cháo. Khi cháo vừa chín, thả bọc cá đã được làm sạch, hầm cho thật kĩ, nêm gia vị vừa đủ. Cháo cá nghéo có thể ăn để giải cảm, sốt. Chỉ cần ăn một vài bữa cháo, người bệnh có thể khỏe lại. Nếu bắt được cá "nghén", ngư dân làm rất kỹ lưỡng, lấy bọc trứng còn nguyên vẹn trần qua nước muối nấu âm ấm để làm sạch bọc trứng, cho vào nồi cháo ăn bồi bổ cơ thể sau bệnh.
Làm gỏi ăn với nước lèo và rau sống, còn nếu kho với nghệ, gừng và mật thì lại là món ăn bổ âm. Cá nghéo chửa, mổ lấy nguyên bọc cá bao tử, tránh làm vỡ, rửa qua với nước muối ấm, nấu cháo gạo vừa chín tới, thả bọc cá con vào hầm kỹ, thêm gia vị và tiêu hành thành thang thuốc bổ toàn diện âm dương. Tục ngữ Đồng Hới có câu: Nhất Nghẽo gan, nhì mang Thiều nghĩa là gan cá nghéo thì rất béo, còn mang cá thiều thì rất ngon, nhất là cá thiều tháng Ba.
Ở vùng Cửa Tùng, Vĩnh Linh, Quảng Trị, một trong những món ăn hấp dẫn không thể bỏ qua khi đến nơi này là gỏi cá nghéo. Món gỏi cá nghéo ở đây có hương vị đặc biệt. Trước khi chế biến thành gỏi, cá thường được cạo da bằng nước nóng, ngâm nước cốt chanh hoặc giấm để chín tái. Cách chế biến gỏi cá nghéo cũng khá đa dạng và công phu, muốn làm gỏi cá ngon phải làm tốt khâu chọn cá, cá phải tươi, vì cá có trọng lượng lớn nên người dân thường mua theo thớ. Muốn gỏi cá ngon phải chọn thớ cá ở giữa, thịt mới săn, chắc và dễ cắt mỏng thành miếng nhỏ dài từ 2 –3 cm.
Sau khi cắt xong, cá phải được xốc qua với gừng giã nhuyễn và một ít rượu để khử mùi. Tùy theo cách thưởng thức của từng người, nếu muốn ăn tái thì xếp cá vào dĩa, lấy chanh hoặc giấm tưới lên, còn muốn ăn chín thì cá sẽ được hấp cách thủy với gừng, sả. Nước chấm của món gỏi cá nghéo được làm từ chính gan của cá. Gan hấp chính, xay nhuyễn, sau đó trộn với gia vị như tiêu, ớt, gừng cùng với đậu phụng rang. Tất cả được cho lên chảo dầu đang sôi, thêm ít nước nấu khoảng 10 phút, lúc này nước chấm có độ sệt, đặc rất thơm. Gỏi cá nghéo dùng cuốn với bánh tráng, rau sống cùng các loại rau thơm, dưa leo, xoài, cóc, chuối chát và khế chua.